# Ca n'Oms (Palafolls)
Ca n'Oms és una masia modernista de Palafolls (Maresme) inclosa a l'Inventari del Patrimoni Arquitectònic de Catalunya.

## Descripció
És una casa situada a la carretera que comunica Malgrat de Mar amb Les Ferreries de Palafolls. La casa actualment no té cap semblança amb l'edifici originari però encara la finestra i el portal rodó adovellat a la façana del cos principal. Per la banda de ponent hi ha adossat un altre cos amb llinda datada el 1668. Al cos principal de la casa s'hi ha incorporat una edificació d'estil modernista amb porta porxada, arrebossat i amb guardapols d'estil neogòtic a les finestres. Al conjunt modernista està envoltada per un jardí amb barri de ferro forjat.